# Cuatro mujeres descalzas
Cuatro mujeres descalzas es una película dramática argentina de 2005 dirigida y escrita por Santiago Loza. Está protagonizada por Eva Bianco, María Onetto, María Pessacq y Mara Santucho. La película se estrenó mundialmente el 1 de abril de 2005 en el Buenos Aires Festival Internacional de Cine Independiente, mientras que su estreno comercial en las salas de cines de Argentina fue el 7 de septiembre de 2006.

## Sinopsis
En la ciudad de Buenos Aires, durante un verano caluroso, cuatro amigas se reúnen en un departamento semi vacío para charlar sobre sus vidas y su futuro.

## Elenco
- Eva Bianco como Bárbara
- María Onetto como Sandra
- María Pessacq como Verónica
- Mara Santucho como Mara

## Recepción

### Comentarios de la crítica
La película recibió críticas mixtas por parte de los expertos. Paraná Sendrós de Ámbito Financiero expresó sobre la película que «se trata de un aburrido ejercicio actoral donde cuatro mujeres dicen de modo artificioso algunas cosas relativamente sustanciales» y que «se nota que son buenas actrices, pero eso es todo»; por otra parte elogió la capacidad del director fotografía Willi Behnisch quien logra «componer la imagen con un mínimo de elementos».
En una reseña para Página 12, Luciano Monteagudo elogió el trabajo de fotografía de Behnisch describiéndolo como «estupendo, seco, justo y preciso», mientras que se refirió a la interpretación de las cuatro protagonistas como «excelente».

### Premios y nominaciones
| Lista de premios y nominaciones | Lista de premios y nominaciones               | Lista de premios y nominaciones | Lista de premios y nominaciones                         | Lista de premios y nominaciones | Lista de premios y nominaciones |
| Año                             | Organización                                  | Categoría                       | Nominado/a(s)                                           | Resultado                       | Ref(s)                          |
| ------------------------------- | --------------------------------------------- | ------------------------------- | ------------------------------------------------------- | ------------------------------- | ------------------------------- |
| 2006                            | Festival Internacional de Cine de Guadalajara | Mejor fotografía                | Willi Behnisch                                          | Ganador                         | [ 6 ]                           |
| 2006                            | Festival de Cine de Gramado                   | Mejor actriz                    | Eva Bianco, María Onetto, María Pessacq y Mara Santucho | Ganadoras                       | [ 7 ]                           |
| 2006                            | Premios Sur                                   | Mejor guion original            | Santiago Loza                                           | Nominado                        | [ 8 ]                           |
| 2006                            | Premios Sur                                   | Mejor fotografía                | Willi Behnisch                                          | Nominado                        | [ 8 ]                           |
| 2006                            | Festival de Cine Iberoamericano de Huelva     | Colón de Oro                    | Cuatro mujeres descalzas                                | Nominado                        | [ 9 ]                           |